# 鶯之森站
鶯之森站（日语：／ Uguisunomori eki */?）是位於兵庫縣川西市鶯之森町，屬於能勢電鐵的妙見線車站，車站編號為NS04。

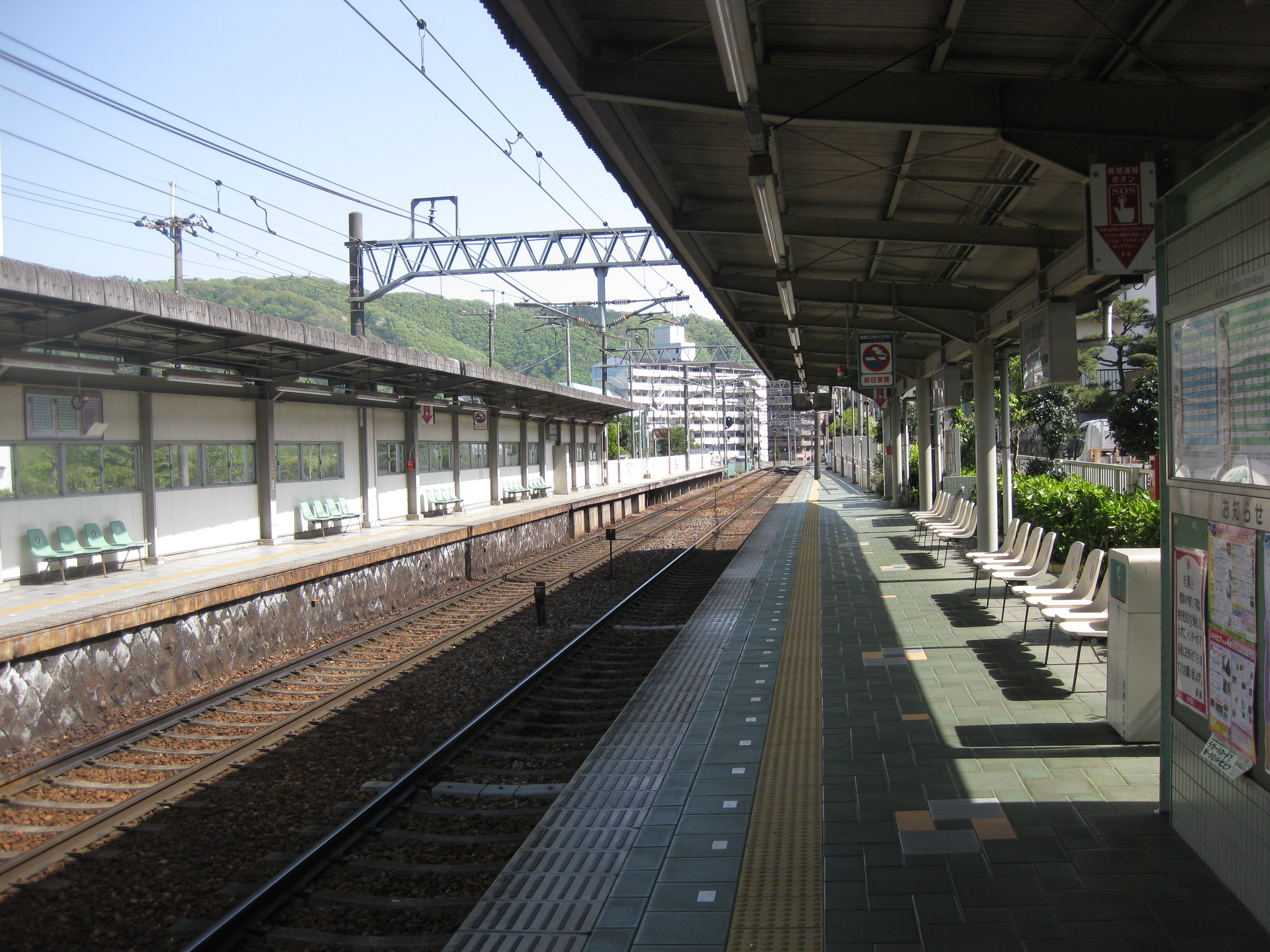
月台(2012年4月)

## 歷史
在路線雙線化前，於豬名川橋樑上流位置曾經設有矢問站（日语：／）。隨著鐵路線引入較大車身的50形電動列車，由於矢問站月台與車廂之間的空隙較大，使該站廢止，取而代之的是開設此站。在車站啟用當初設有島式月台，同時可進行列車交會。
- 1916年（大正5年）9月5日 - 瀧山至皷瀧之間開設矢問站。
- 1953年（昭和28年）8月21日  - 矢問站廢止，此站啟用[1]。
- 1967年（昭和42年）11月30日 - 隨著鐵路線成為雙線鐵路，此站進行改善工程[5]。

## 車站構造
車站是一座地面車站，設有2面2線的相對式月台。月台可容納6卡車廂，但是現時只有4卡編成的列車停靠。閘口位於靠近山下站一方。
在兩月台北邊設有閘口。山下站方向月台與閘口位於同一平面上。道路與閘口之間有3級樓梯。川西能勢口站方向月台與閘口之間設有8級樓梯。兩月台沒有考慮到無障礙設施。川西能勢口站方向月台的樓梯中設有兩段式扶手。於閘內兩月台之間不同互相前往。山下站方向的閘口外邊設有男女廁所。川西能勢口站方向閘口外邊設有候車室。車站大樓與月台的主調顏色為鶯色，以配合站名「鶯之森」。

### 月台
| 月台     | 路線   | 方向                       |
| -------- | ------ | -------------------------- |
| （西邊） | 妙見線 | 山下、妙見口、日生中央方向 |
| （東邊） | 妙見線 | 川西能勢口、寶塚、梅田方向 |

※此站沒有編定月台編號

## 車站周邊
站名取自車站周邊有樹鶯出沒，現在在春天仍然在聽到樹鶯聲響。現時車站附近進行都市開發，在車站至住宅區之間還有一些樹林，在樹林內還可看見松鼠、浣熊和黃鼠狼。
在1954年7月，於站前豬名川處設有能勢電氣軌道（現時：能勢電鐵）遊泳池，但是在1959年，颱風薇拉吹襲日本，使遊泳池因被破壞而廢止。現時還可看見遊泳遺址。
在離開鶯之森站後，首先通過鶯之森隧道，隨後鐵路線越過{{Translink|ja|猪名川|豬名川]]，便進入大阪府池田市一部分範圍，最後鐵路線再次進入兵庫縣。
在車站附近設有兵庫縣道12號川西篠山線，縣道與鐵路線並行。縣道上設有阪急巴士路線通過，但是車站附近沒有巴士站。

## 相鄰車站
能勢電鐵
 妙見線
■特急「日生特快」
通過
■普通
瀧山（NS03）－鶯之森（NS04）－鼓瀧（NS05）

## 注腳
1. 1 2 3 4 5 6 7 8 9  . 神戸新聞総合出版センター. 2012-12-10: 144. ISBN 9784343006745 （日语）.
2. ↑  川西市 統計要覧 令和元年度版 5－4. 能勢電鉄市内各駅の1日の乗降客数 （页面存档备份，存于）（日語）
3. ↑  川島(2009) 22頁
4. ↑  岡本弥・高間恒雄　《能勢電むかしばなし》　Neko出版，2008，32-34頁。ISBN 978-4-7770-5233-2。
5. ↑  《風雪60年》 能勢電氣軌道株式會社，1970年，139頁。

## 外部連結
- 鶯之森站 （能勢電鐵） （页面存档备份，存于）（日語）